# Erik von Kuehnelt-Leddihn
Erik Maria Ritter von Kuehnelt-Leddihn (31 tháng 7 năm 1909 – 26 tháng 5 năm 1999) là một nhà bác học Công giáo người Mỹ gốc Áo thuộc dòng dõi quý tộc. Các lĩnh vực mà ông quan tâm bao gồm triết học, thần học, lịch sử, khoa học chính trị, kinh tế, ngôn ngữ học và nghệ thuật. Ông phản đối tư tưởng của Cách mạng Pháp cũng như tư tưởng của phái cộng sản chủ nghĩa và phát xít chủ nghĩa. Tự xưng mình là một người "tự do chủ nghĩa bảo thủ" hay "tự do chủ nghĩa cực đoan", ông von Kuehnelt-Leddihn thường lập luận rằng nguyên tắc đa số trong các nền dân chủ là một mối đe dọa đối với quyền tự do cá nhân. Ông cũng tuyên bố rằng mình là một người theo chủ nghĩa quân chủ và là kẻ thù của mọi hình thài toàn trị, mặc dù ông cùng ủng hộ cái mà ông gọi là "các nước cộng hòa phi dân chủ", chẳng hạn như nước Hoa Kỳ thời kỳ mới lập quốc và nước Thụy Sĩ. Ông Kuehnelt-Leddihn có quan điểm hoài nghi đối với chế độ dân chủ giống như các kiến quốc phụ Hoa Kỳ, Alexis de Tocqueville, Jacob Burckhardt và Charles de Montalembert.
Ông từng được nhà bình luận chính trị William F. Buckley Jr. ví như một "cuốn Sách Tri thức di động" nhờ khối kiến thức đồ sộ của mình về nhân văn học cũng như khả năng nói nhiều thứ tiếng; cụ thể, ông có thể nói được 8 ngôn ngữ và đọc được tài liệu trong 17 ngôn ngữ khác nữa. Một số cuốn sách đầu tay của ông như The Menace of the Herd (1943) hay Liberty or Equality (1952) đã trở nên nguồn cảm hứng chính cho phong trào bảo thủ tại Hoa Kỳ. Là một cộng sự của Buckley Jr., nhiều bài báo nổi tiếng nhất của ông được in trong tạp chí National Review. Ông cũng từng là bình luận viên chính trị với thâm niên 35 năm cho tạp chí National Review.

## Câu nói
"'Nhà nước phúc lợi' là một thuật ngữ không chính xác và phù hợp, bởi  chưng tất cả nhà nước đều có bổn phận quan tâm và chăm lo cho ích chung."
"Với một người bình thường thì mọi vấn đề đều bắt nguồn từ Chiến tranh thế giới thứ hai; với một người hiểu biết hơn thì là từ Chiến tranh thế giới thứ nhất; còn với một nhà sử học chính cống thì là từ cuộc Cách mạng Pháp."
"Về mặt bản chất thì tự do và bình đẳng là hai khái niệm trái ngược nhau."
"Không thể phủ nhận rằng Quốc hội Mỹ hay Nghị viện Pháp có nhiều quyền lực trên đất nước của mình đến nỗi có thể khiến một Louis XIV của Pháp hay một George III của Anh ghen tỵ nếu hai vị ấy còn sống cho tới ngày nay. Hai định chế này chẳng những có quyền cấm chỉ, mà còn có thể buộc người ta kê khai thuế thu nhập, ghi danh quân dịch, thi hành cưỡng bức giáo dục, lấy dấu điểm chỉ của những công dân vô tội, bắt buộc xét nghiệm máu tiền hôn nhân—đến cả những nền quân chủ tuyệt đối của thế kỷ 17 cũng chẳng dám mang ra thi hành bất kỳ một biện pháp nào trong số các biện pháp mang tính toàn trị này."
"Tôi hoàn toàn ủng hộ thuật ngữ Rightist. Thử nghĩ mà xem, từ right nghĩa là lẽ phải mà từ left lại có nghĩa là điều quấy; tương tự vậy, trong tất cả các ngôn ngữ khác, thì từ "phải" có hàm ý tích cực mà từ "trái" lại mang hàm ý tiêu cực. Trong tiếng Ý, thông thường thì la sinistra có nghĩa là 'bên trái' còn il sinistro lại có nghĩa là 'việc không may' hoặc 'tai ương'. Trong Thánh Kinh, cụ thể là sách Giảng Viên mà người Híp-ri kêu là Koheleth, có lời chép rằng: 'Lòng người khôn ở bên phải, lòng kẻ dại ở bên trái.'"